# À travers la tempête
Pour plus de détails, voir Fiche technique et Distribution.
À travers la tempête (titre original : The Fire Patrol) est un film américain réalisé par Hunt Stromberg et sorti en 1924.

## Fiche technique
- Titre original : The Fire Patrol
- Réalisation : Hunt Stromberg

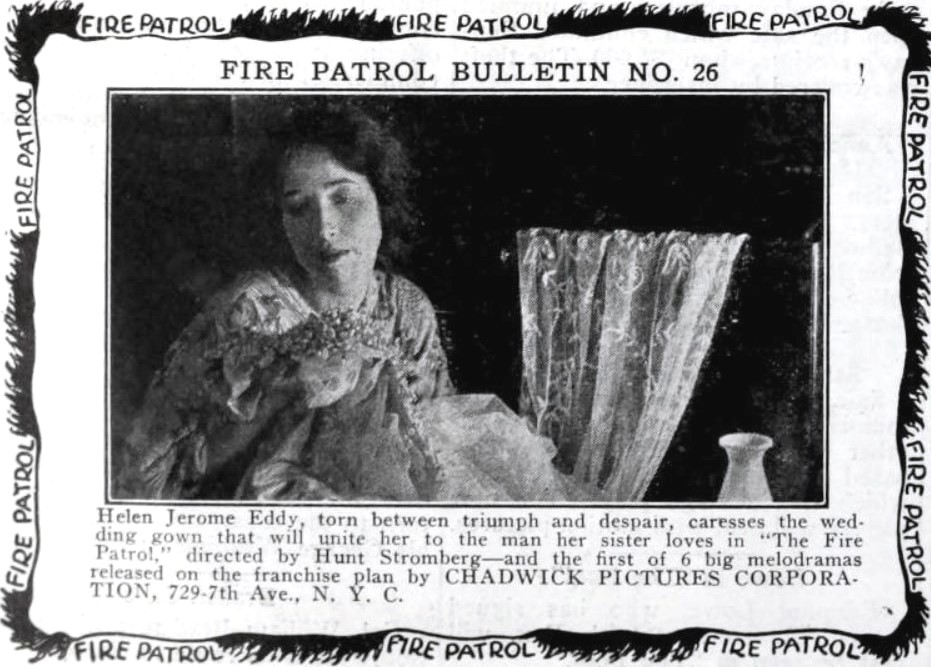
Annonce pour le film.

- Scénario : Garrett Fort, d'après la pièce The Fire Patrol de James W. Harkins et Edwin Barbour[1].
- Producteur : 	Hunt Stromberg
- Production : Hunt Stromberg Productions
- Photographie : Silvano Balboni
- Genre : Drame[2].
- Distributeur : Chadwick Pictures
- Durée : 70 minutes
- Date de sortie : 15 août 1924

## Distribution
- Anna Q. Nilsson : Mary Ferguson

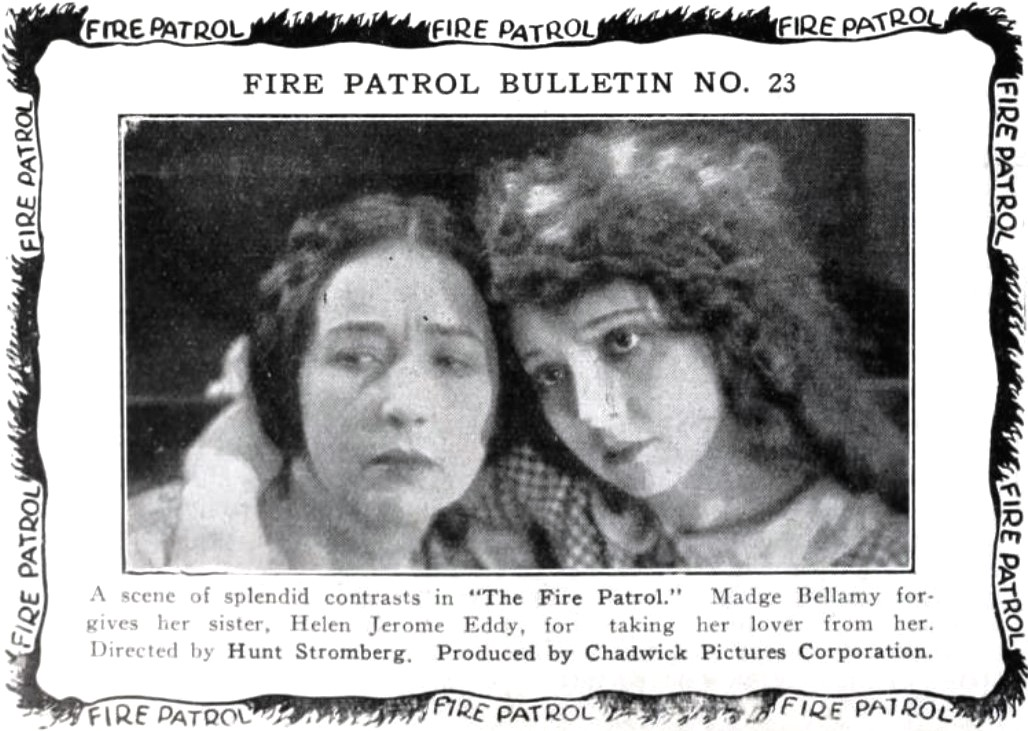
Helen Jerome Eddy et Madge Bellamy.

- William Jeffries : Capitaine John Ferguson, (Prologue)
- Spottiswoode Aitken : Capitaine John Ferguson (ultérieurement)
- Jack Richardson : "Butch" Anderson
- Madge Bellamy : Molly Thatcher
- Helen Jerome Eddy : Emma Thatcher
- Dick Brandon : Colin Ferguson (Prologue)
- John Harron : Colin Ferguson (ultérieurement)
- Gale Henry : Alice Masters
- Frances Ross : Village Belle
- Chester Conklin : un pompier
- Bull Montana : un pompier
- Charlie Murray : un pompier
- Heinie Conklin : un pompier (non crédité)
- Billy Franey : un pompier (non crédité)
- Hank Mann : un pompier (non crédité)